# Pseudotremia cocytus
Pseudotremia cocytus är en mångfotingart som beskrevs av Shear 1972. Pseudotremia cocytus ingår i släktet Pseudotremia och familjen Cleidogonidae. Inga underarter finns listade i Catalogue of Life.